# Le Masque brisé
Pour plus de détails, voir Fiche technique et Distribution.
Le Masque brisé (One Way Street) est un film américain réalisé par John Francis Dillon, sorti en 1925.

## Synopsis
Bobby Austin, en mission diplomatique à Madrid, est suivi par Lady Sylvia Hutton, une aventurière de la société qui s'est entichée de lui. Elle l'emmène en yachting à Monte Carlo, où il rencontre Kathleen Lawrence. Cette dernière essaie de sauver Bobby de la ruine que Lady Sylvia découvre dans son sillage, qui s'est liée avec un autre homme. Bobby se tourne vers Kathleen mais finit par perdre son poste et retourne à Londres où il gagne sa vie grâce à ses gains en jouant aux cartes. Au cours d'une partie, lorsqu'il refuse de retourner auprès de Lady Sylvia, elle se venge en lui glissant un as entre les mains, ce qui fait de lui un tricheur. Entre-temps, Kathleen rencontre Elizabeth Stuart, une douce jeune femme dont elle sait qu'elle fera une bonne épouse et sauvera Bobby du sort qui le menace. La trahison de Lady Sylvia est révélée, Bobby reprend sa place légitime dans la société et il gagne l'amour d'Elizabeth.

## Fiche technique
- Titre original : One Way Street
- Réalisation :John Francis Dillon
- Scénario : Earl Hudson, Mary Alice Scully, Arthur F. Statter d'après le roman One Way Street de Beale Davis[1]
- Production : First National Pictures
- Photographie : 	Arthur Edeson
- Durée : 6 bobines[2]
- Date de sortie :
  - USA : 12 avril 1925

## Distribution
- Ben Lyon : Bobby Austin
- Anna Q. Nilsson : Lady Sylvia Hutton
- Marjorie Daw : Elizabeth Stuart
- Dorothy Cumming : Lady Frances Thompson
- Lumsden Hare : Sir Edward Hutton
- Mona Kingsley : Kathleen Lawrence
- Thomas Holding : John Stuart